# 매미애플
매미애플(mammee apple, 학명: Mammea americana 맘메아 아메리카나[*])는 칼로필룸과의 늘푸른 나무이다. 원산지는 카리브 제도 및 중앙아메리카이다. 열매는 과일로 먹는다.

## 사진

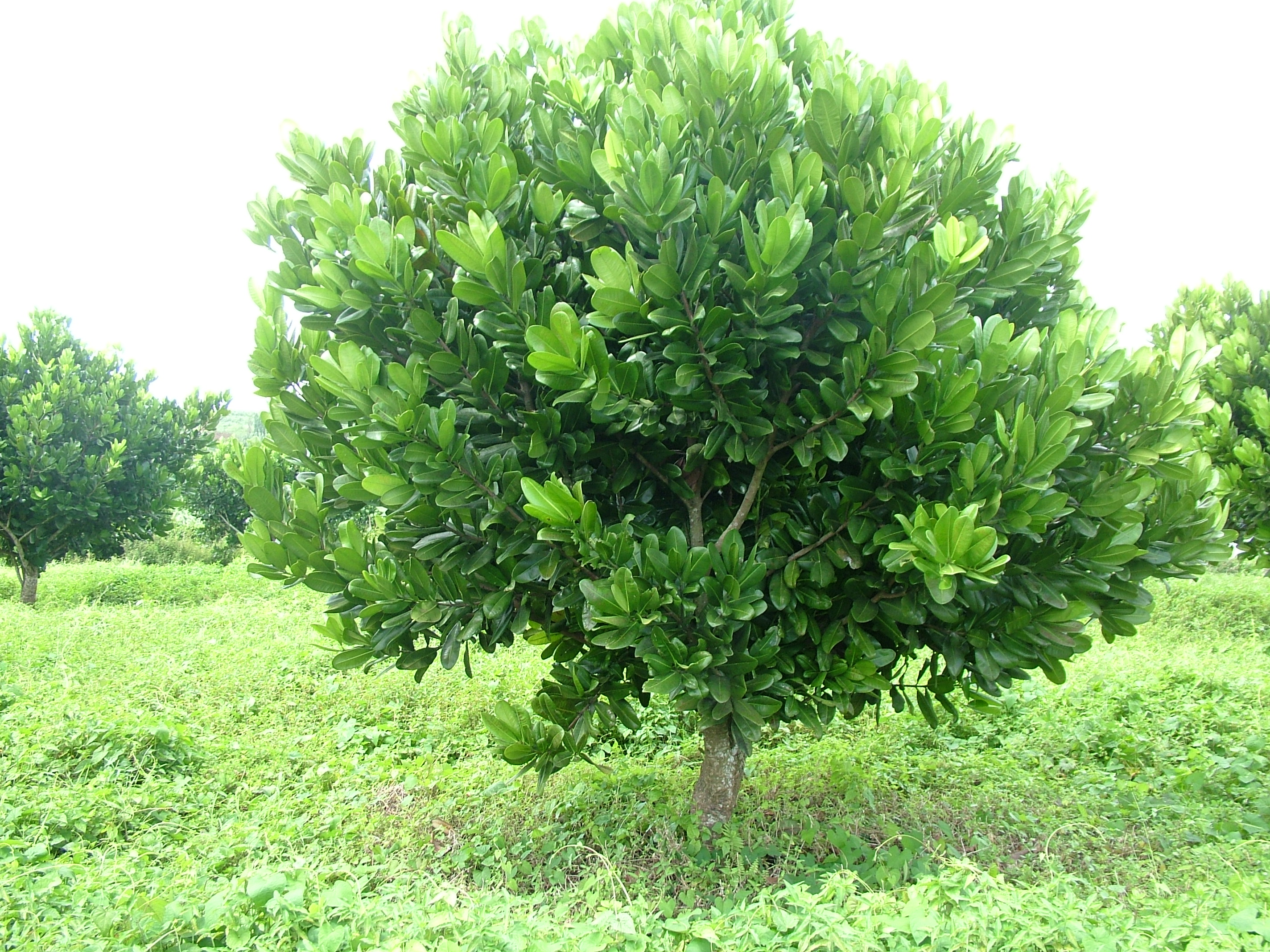
나무
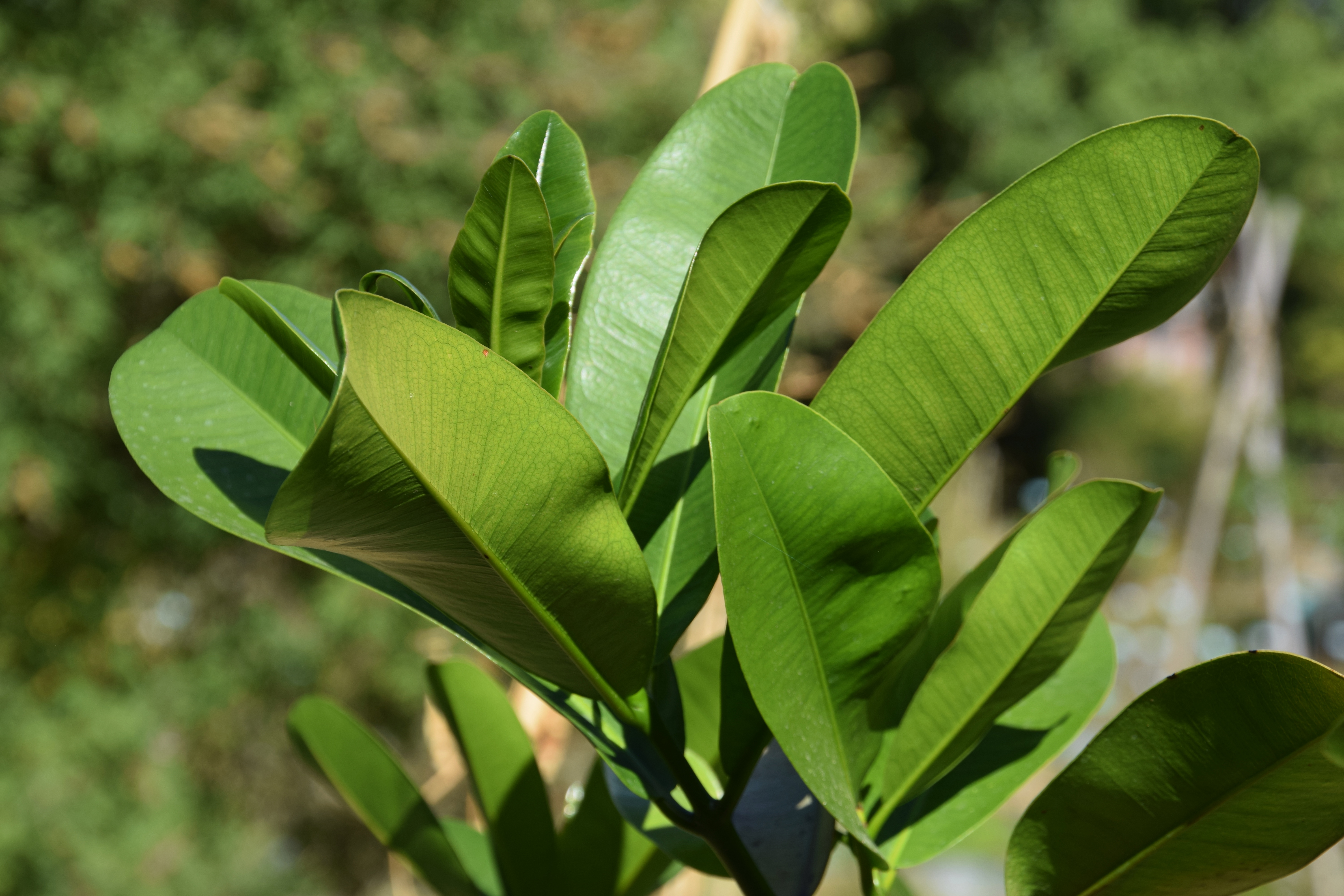
잎
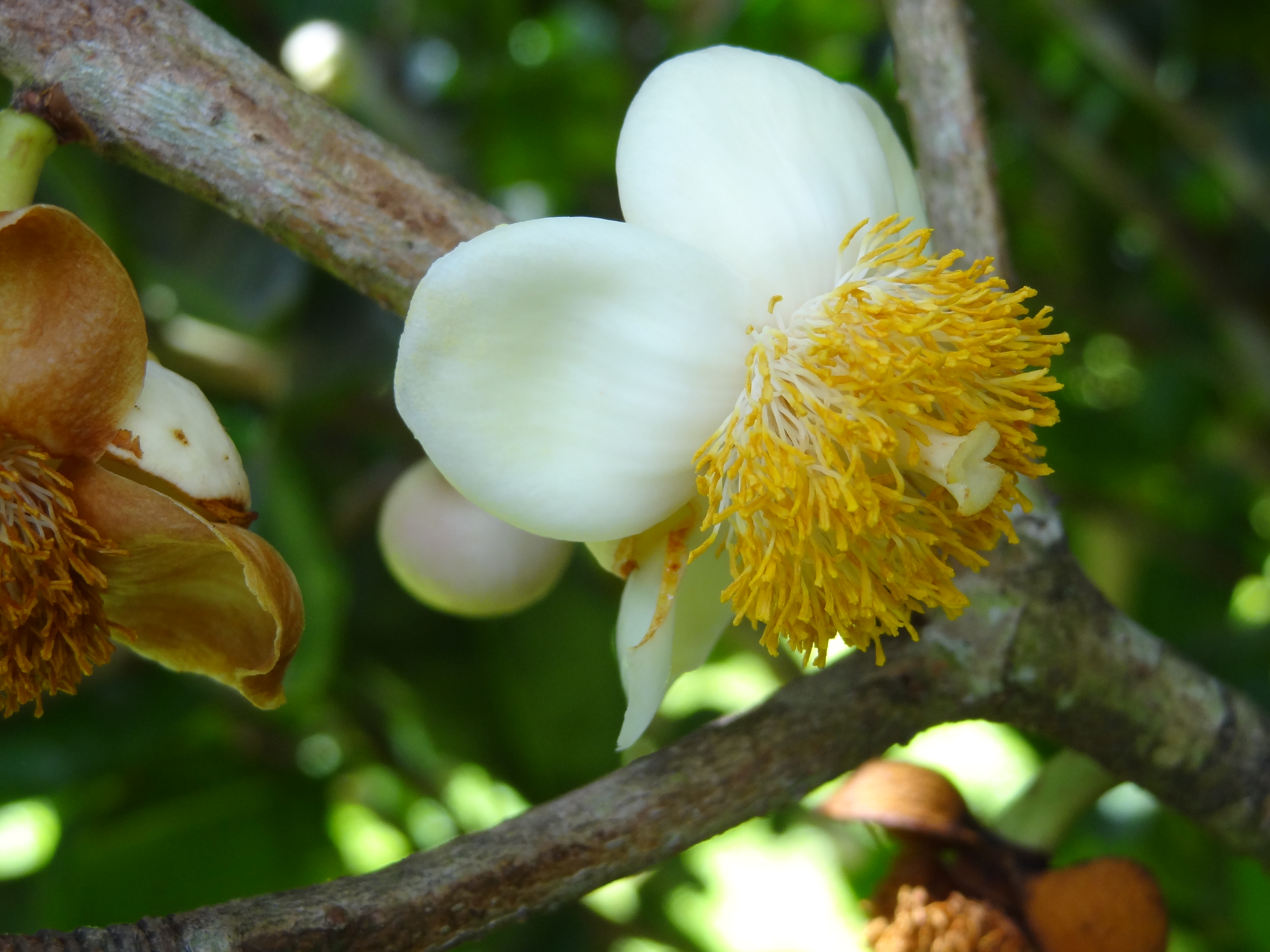
꽃
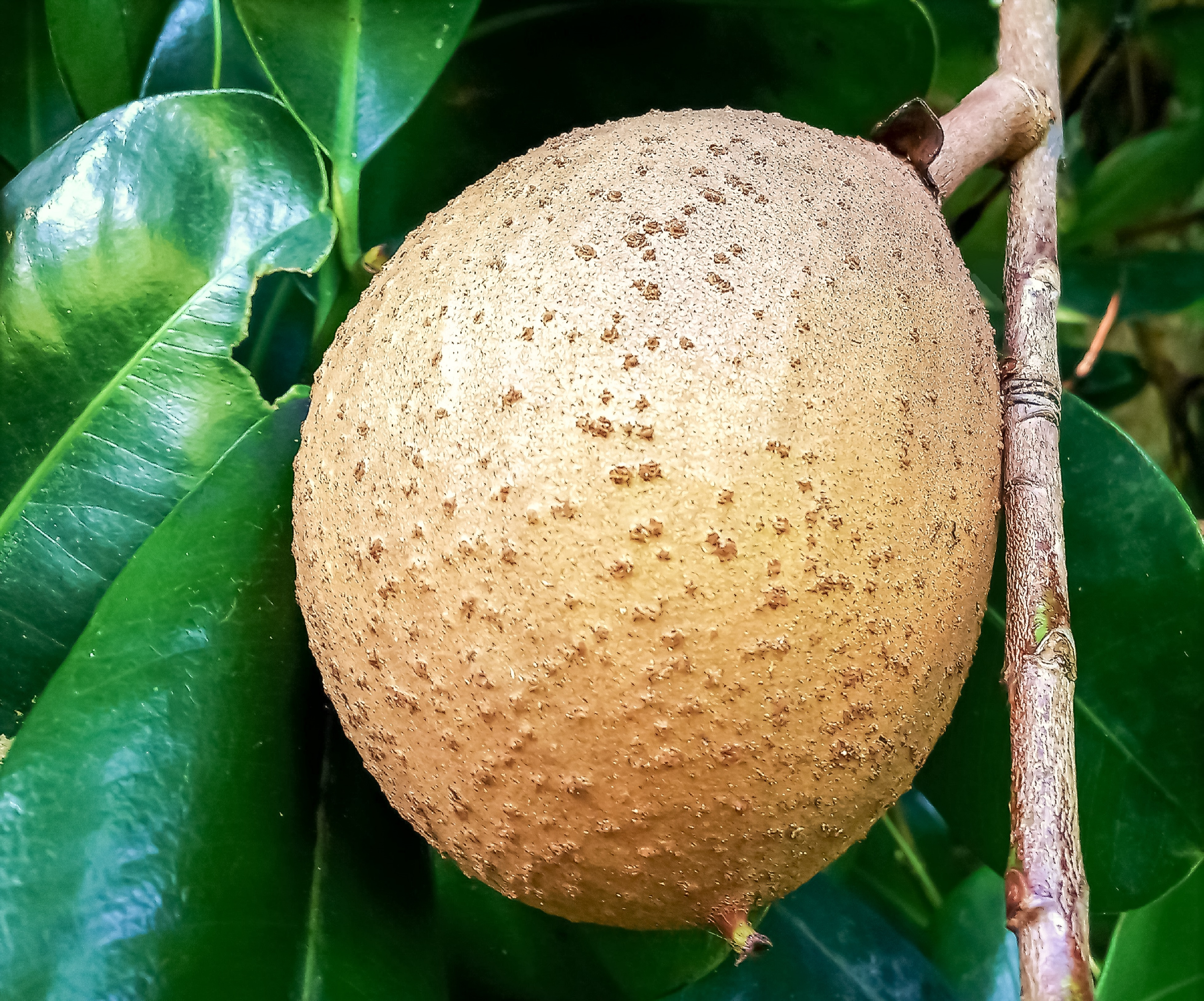
열매
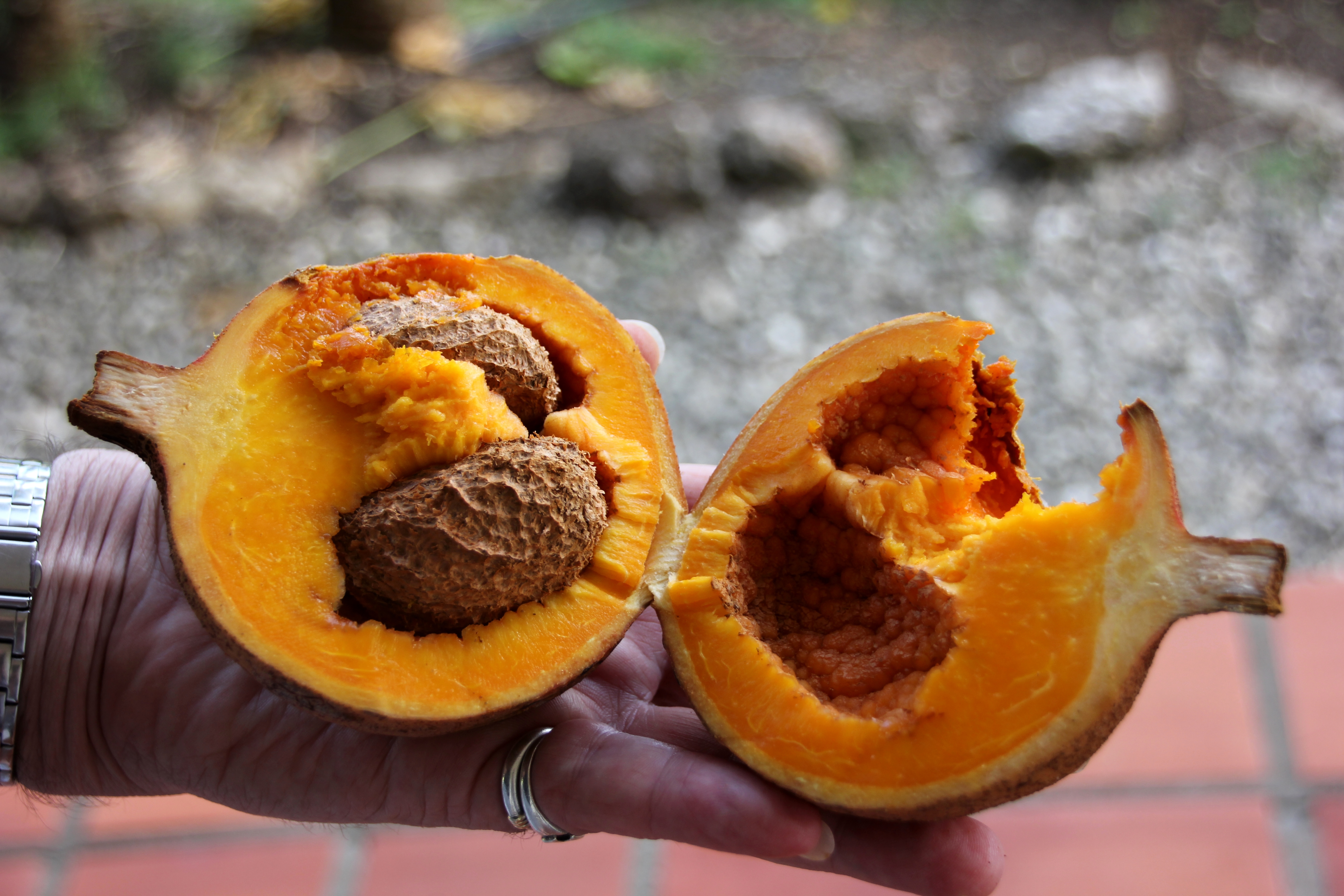
열매 단면